# 東部国内軍管区
東部国内軍管区（Восточный округ внутренних войск）は、ソ連、ロシア内務省（MVD）国内軍のロシア極東地域における軍事行政単位、統合部隊。軍管区本部は、ハバロフスクに位置する。

## 歴史
1978年1月11日、極東・東シベリア国内軍局が創設された。同年、ザバイカル及び極東の鉄道線の警備が委任され、1980年2月からはバイカル－アムール幹線施設の警備も委ねられた。1980年からは、世界最北のビリビン原子力発電所の独立警備部隊も導入された。
1980年6月、管区の混成連隊がモスクワ五輪の公共秩序の警備及び安全の保障に参加した。1981年夏、沿海地方及びハバロフスク地方の洪水における災害派遣。
1989年、1990年、1991年、ウズベキスタン及びザカフカーズ諸共和国の大規模騒擾の除去、ナゴルノ・カラバフにおける市民の擁護に関する任務を遂行。
1993年3月2日、「ロシア連邦MVD国内軍機関に関する」大統領令により、ロシア領土に7個国内軍管区が設置され、東部国内軍管区が創設された。
1994年から、北カフカーズ地域での対テロ作戦に参加。
1995年5月～6月、サハリン州ネフチェゴルスク市の地震に対する災害派遣。同年11月、ペトロパヴロフスク・カムチャッキー駐屯部隊が、台風に対する災害派遣に出動。
2008年1月1日、東部地域司令部（Восточное региональное командование）に改編。

## 編成
- 第103国家重要施設警備師団：ハバロフスク
- 第130独立特殊自動車化連隊：ウラジオストク
- 第111作戦任務旅団：ソスノフカ
- 教育連隊：ハバロフスク
- 第1独立ヘリ飛行隊：ハバロフスク
- 独立特殊自動車化大隊：ユジノ・サハリンスク
- 独立特殊自動車化大隊：ブラゴヴェシチェンスク
- 独立特殊自動車化大隊：ハバロフスク
- 第1海上支隊：ハバロフスク